# Ilse Geisler
Pour les articles homonymes, voir Geisler.
Ilse Geisler, née le 10 janvier 1941 à Kunnersdorf, est une lugeuse est-allemande.

## Carrière
Après un grave accident en 1959, Ilse Geisler est championne du monde en 1962 et en 1963. Elle est ensuite médaillée d'argent aux Jeux olympiques d'hiver de 1964 à Innsbruck (Autriche) et de bronze aux Championnats du monde de 1965.